# Bakterioskopia
Bakterioskopia – jedno z podstawowych badań w diagnostyce mikrobiologicznej, stanowiące zwykle jej początkowy etap. Jest to obserwacja mikroskopowa (co najmniej kilkunastu pól widzenia) wybarwionego i utrwalonego preparatu (zwykle pod powiększeniem 1000× z zastosowaniem immersji). Techniką barwienia często jest metoda Grama, ze względu na swoją prostotę i uniwersalność. Jednakże wybór metody uwidaczniania bakterii zależy m.in. od rodzaju choroby zakaźnej. Np. przy podejrzeniu gruźlicy rutynowo barwi się bakterie metodą Ziehla-Neelsena, a w przypadku kiły metodą impregnacji srebrem (i obserwuje w mikroskopie z ciemnym polem widzenia). Poza standardowym i powszechnym mikroskopem świetlnym stosuje się również droższy mikroskop kontrastowo-fazowy czy fluorescencyjny. Bakterioskopia jest prostą, generalnie niekosztowną i szybką metodą diagnostyczną; jej wadą jest ograniczona swoistość i czułość.
Rozróżnia się preparat bezpośredni – wykonany bez etapu hodowli z materiału klinicznego (np. z rany) – oraz preparat właściwy, wykonany z hodowli bakteryjnej. Preparat bezpośredni ma duże znaczenie np. w gruźlicy, natomiast zwykle nie jest przydatny dla kału, ze względu na obecność bardzo licznej flory naturalnej w układzie pokarmowym.